# Tara's Theme
Tara's Theme é uma música composta por Max Steiner em 1936 como tema principal do filme E O Vento Levou. A composição foi interpretada pela primeira vez pela The MGM Studio Orchestra. Em meados dos anos 1940, "Tara's Theme" formou a base musical da canção "My Own True Love", de Mack David.[carece de fontes?]
No Brasil, Tara's Theme tornou-se notória como tema romântico das personagens Dona Florinda e Professor Girafales no seriado Chaves. Esta versão foi interpretada por Enoch Light & The Light Brigade.